# Назад в будущее: Путешествие
«Назад в будущее: Путешествие» (англ. Back to the Future: The Ride) — аттракцион, созданный на основе научно-фантастической трилогии «Назад в будущее».

## Сюжет
После событий фильма «Назад в будущее 3» доктор Эмметт Браун со своей семьёй — женой Кларой и сыновьями Жюлем и Верном — перебирается с Дикого Запада в Хилл-Вэлли, где Док основывает «Институт технологий будущего» (англ. Institute of Future Technology), специализирующийся на создании футуристических изобретений. 2 мая 1991 года (день открытия аттракциона во Флориде) Док пригласил туристов в свой институт, чтобы они смогли на себе испытать его новые изобретения — модернизированная ДэЛориан, вмещающая 8 человек, отправляется в будущее.
Тем временем Док отправляется в 2015 год, чтобы убедиться, что пространственно-временной континуум не был нарушен из-за последних перемещений во времени, в то время как другие его сотрудники отправляются в 1885 и 1955 года. Однако Бифф из 1955 года угоняет машину и прибывает в настоящее.

## Создатели

### Американский состав
- Кристофер Ллойд — Доктор Эмметт Браун
- Томаc Ф. Уилсон — Бифф Таннен
- Дарлин Фогель — Хизер, помощница
- Уильям Гест — Учёный №1
- Дэвид де Вос — Учёный №2
- Майкл Класторин — Охранник
- Фредди — Эйнштейн, собака Дока
- Стефани де Вос — Голос робота

Кроме того фотографию Клары Клейтон можно заметить в офисе Дока. Майклу Джей Фоксу предложили вновь сыграть Марти для аттракциона, но он отказался. Тем не менее, фрагменты из трилогии с участием Майкла Джей Фокса есть в одном из видео.

### Русский дубляж (студия КОТ ОБЗОР, 2018)
- Пётр Иващенко — Доктор Эмметт Браун
- Олег Штиглиц — Бифф Таннен
- Артём Ширлин — Марти Макфлай, учёные

### Японский состав
- Такэси Аоно — Доктор Эмметт Браун
- Такаси Танигути — Бифф Таннен
- Аяко Сасаки — Хизер, помощница
- Тэцуо Гото — Учёный № 1
- Хиронори Мията — Учёный № 2
- Масаси Хироака — Охранник
- Тэруюки Кагава — Эйнштейн

### Видео-хроники
В документальных хрониках появились Альберт Эйнштейн, а также группа The Beatles в составе: Джордж Харрисон, Джон Леннон, Пол МакКартни и Ринго Старр.

### Съёмочная группа
- Режиссёр: Дуглас Трамбалл (Douglas Trumbull)
- Сценарий: Пейтон Рид (Peyton Reed)
- Постановщик: Дэвид де Вос (David de Vos)
- Композитор: Алан Сильвестри (Alan Silvestri)
- Исполнительный продюсер: Питер Александер (Peter Alexander)
- Продюсеры: Крэйг Барр (Craig Barr), Филл Геттэма (Phil Hettema) и Терри Винник (Terry Winnick)
- Производство: Джей Штейн (Jay Stein) и Барри Апсон (Barry Upson)
- На основе персонажей: Роберт Земекис (Robert Zemeckis) и Боб Гейл (Bob Gale)
- Креативный консультант: Стивен Спилберг (Steven Spielberg)
- Дизайн: «Universal Creative», «Totally Fun Company» и «Birkshire Ridefilm»
- Дистрибуция: «Universal Studios»

## Расположение
Аттракцион был установлен в трёх тематических парках Universal Studios:
- «Universal Orlando» (2 мая 1991 — 30 марта 2007) — закрыт;
- «Universal Studios Hollywood» (4 июня 1993 — 3 сентября 2007) — закрыт;
- «Universal Studios Japan» (с 31 марта 2001 года).

В 2008 году аттракционы «Назад в будущее: Путешествие» во Флориде и Голливуде были заменены аттракционом «Симпсоны: Путешествие».